# Саси-Бука
Саси-Бука (Сати-буга) (д/н — 1320/1321) — 5-й хан Білої Орди у 1309—1320/1321 роках.

## Життєпис
Стосовно походження існують дискусії: згідно перського середньовічного історика Муїдад-Діна Натанзі був сином Ногая, що в свою чергу був онуком хана Орда Іхена через сина останнього Кулі (загинув в поході до Держави Хулагуїдів). Згідно сучасних досліджень вважається сином хана Баяна.
Ймовірно брав участь у походах Баяна проти його суперників за владу з 1302 року. 1309 року після смерті останнього Саси-Бука спадкував владу в Білій Орді. Вимушений був до 1310 року боротися проти родича Куштая. Зберігав вірність ханові Токті. Був другом Тогрул-ходжи, а потім його сина Узбека, що 1313 року став ханом Золотої Орди.
Чинив спротив ісламізації. Тому за різними відомостями був страчений у 1315 році. Втім можливо сталася  плутанина, оскільки в низки джерел його називають Іль-Басан, а саме в  цей час Узбек-хан переміг й стратив Ільбасара, сина Токти.
Його смерть відносять до 1320/1321 року. Є свідчення про поховання Саси-Буки в місті Сауран (неподалік Сирдар'ї). Йому спадкував син Ерзен-хан.